# Ingvild Flugstad Østberg
Ingvild Flugstad Østberg (* 9. November 1990 in Gjøvik) ist eine norwegische Skilangläuferin.

## Werdegang
Østberg startete im Januar 2007 bei Rennen des Scandinavian Cups in Sjusjøen erstmals in internationalen Wettbewerben. Während sie bei ihrem ersten Rennen über 10 Kilometer in der klassischen Technik nur den 58. Platz belegte, konnte sie sich zwei Tage später im 5-Kilometer-Freistilrennen auf dem sechsten Rang platzieren. Im März desselben Jahres nahm sie an zwei internationalen FIS-Rennen in Hovden teil, wobei sie abermals in der freien Technik das bessere Resultat erzielen konnte. Nachdem sie im Dezember 2007 bei einem FIS-Rennen in Gålå, einem Sprint im klassischen Stil, den zehnten Platz belegte, stand sie im norwegischen Aufgebot für die Juniorenweltmeisterschaften 2008 im italienischen Mals. Nachdem sie dort am 23. Februar in der Qualifikation für den Sprintwettbewerb noch den dritten Platz belegt hatte, wurde sie im Wettkampf nur Elfte. Zwei Tage später konnte sie über 5 Kilometer im klassischen Stil die Silbermedaille gewinnen. Beim Massenstartrennen über 10 Kilometer Freistil verpasste sie als Vierte nur knapp einen Podestplatz. Beim abschließenden Staffelrennen am 29. Februar 2008 gewann sie gemeinsam mit Celine Brun-Lie, Therese Johaug und Marthe Kristoffersen die Goldmedaille. Nach den Juniorenweltmweisterschaften bekam sie Anfang März in Drammen erstmals die Möglichkeit, im Weltcup zu starten. Als 31. in der Qualifikation verpasste sie die Teilnahme am Sprintwettkampf jedoch knapp. Zum Ende der Saison nahm sie an einem weiteren FIS-Rennen in Røros teil, bei dem sie sich als zweite nur Brun-Lie geschlagen geben musste.
Bei Vorsaisonrennen Mitte November 2008 in Beitostølen konnte sie als Fünfte und Dritte mehrere im norwegischen Weltcup-Team etablierte Läuferinnen hinter sich lassen. Zwei Wochen später bekam sie in Kuusamo eine weitere Möglichkeit im Weltcup zu starten. Im Sprintwettbewerb scheiterte sie erneut an der Qualifikation, konnte jedoch im 10-Kilometer-Rennen in der klassischen Technik als 30. ihren ersten Weltcuppunkt erringen. Danach startete sie im Dezember 2008 und im Januar 2009 bei mehreren FIS-Rennen und Rennen des Skandinaviencups. Dabei konnte sie eines der FIS-Rennen sowie drei Skandinaviencups gewinnen. Bei den norwegischen Meisterschaften Mitte Januar in Gjøvik konnte sie den Sieg in der Doppelverfolgung feiern, nachdem sie zuvor bereits über 10 Kilometer klassisch und im Sprint den sechsten und vierten Platz belegt hatte. Eine Woche später startete sie beim Weltcup in Otepää und konnte sich dort unter den besten 20 platzieren. Bei den folgenden Juniorenweltmeisterschaften 2008 in Praz de Lys konnte sie in allen vier Disziplinen, in denen sie antrat, Juniorenweltmeisterin werden (Sprint, Doppelverfolgung, 5 Kilometer Freistil und gemeinsam mit Maiken Caspersen Falla, Kristoffersen und Hilde Lauvhaug in der Staffel). Nach einer zweiwöchigen Wettkampfpause trat sie darauf bei den Nordischen Skiweltmeisterschaften 2009 in Liberec an. Im Team-Sprint belegte sie dort gemeinsam mit Astrid Jacobsen den fünften Platz, im 30-Kilometer-Massenstartrennen wurde sie 37. Bis zum Saisonende trat sie bei sämtlichen verbleibenden Weltcup-Rennen an und brachte dabei schwankende Leistungen. Der 22. Platz beim Freistilrennen über 10 Kilometer am 8. März 2009 in Lahti blieb dabei ihr bestes Ergebnis, bei allen Rennen des Weltcup-Finales konnte sie die Punkteränge nicht erreichen.
Zu Beginn der Saison 2009/10 startete sie nach den obligatorischen Saisonvorbereitungsrennen bei den Weltcups in Beitostølen und Kuusamo. Obwohl sie bei diesen Rennen stets Weltcuppunkte sammeln konnte, startete sie ab Mitte Dezember 2009 nur noch bei FIS-Rennen, Juniorenrennen und im Scandinavien Cup. Dabei erreichte sie stets vordere Platzierungen und konnte einige der Rennen auch gewinnen. Erst Mitte Januar 2010 startete sie in Otepää wieder im Weltcup, wo sie über 10 Kilometer den 14. und im Sprint den 29. Platz belegte. Nach einem weiteren FIS-Rennen in Norwegen nahm sie Ende Januar an den Juniorenweltmeisterschaften 2010 in Hinterzarten teil. In den vier Rennen, bei denen sie antrat, konnte sie zwei Gold- und zwei Silbermedaillen gewinnen und wurde so zur erfolgreichsten Sportlerin der Junioren-WM. Trotz dieser Erfolge wurde sie aber nicht für das Norwegische Olympiaaufgebot berücksichtigt. Stattdessen nahm sie während des Februars 2010 an mehreren Rennen des Skandinaviencups teil, wobei sie abermals erfolgreich war und mehrere Rennen gewinnen konnte. Dies bescherte ihr letztendlich den Sieg in der Gesamtwertung des Cups. Im März nahm sie an den verbleibenden Weltcuprennen der Saison teil, wobei sie jedoch bei mehreren Rennen die Punkteränge verpasste. Zum Saisonabschluss nahm sie abermals erfolgreich an einigen Juniorenrennen teil.
Østberg beendete in der folgenden Saison 2010/11 die Tour de Ski 2010/11 auf einem guten 14. Rang. Erfolgreich startete sie auch wenig später bei den Nordischen Junioren-Skiweltmeisterschaften 2011 im estnischen Otepää. Dort gewann sie die Goldmedaille im 15-Kilometer-Verfolgungsrennen. In die Saison 2011/12 startete sie mit der Staffel als Zweite mit einem guten Podestplatz in Sjusjøen. Wenig später verpasste Østberg einen Einzelpodestplatz in Rogla als Vierte nur knapp. Bei der Tour de Ski 2011/12 startete sie ebenfalls erfolgreich und belegte am Ende den 15. Platz der Tour-Gesamtwertung. Auch in die folgende Saison startete die Norwegerin erneut erfolgreich. So landete sie in Québec und Canmore unter den besten zehn. Am 13. Januar 2013 feierte sie im Teamsprint von Liberec gemeinsam mit Maiken Caspersen Falla ihren ersten Weltcup-Sieg. Bei den folgenden Nordischen Skiweltmeisterschaften 2013 im Val di Fiemme verpasste sie eine erste Weltmeisterschaftsmedaille als Vierte im Teamsprint nur knapp. Im Sprint kam Østberg nicht über Rang 17 hinaus.
Erneut große Erfolge feierte Østberg zur Saison 2013/14. So gewann sie im Dezember in der Lenzerheide eine Etappe der Tour de Ski. Auch in Toblach stand sie nach dem Sieg in der Qualifikation auch im Sprintrennen später als Dritte auf dem Podium. Daraufhin reiste sie als eine Medaillenfavoritin zu den Olympischen Winterspielen 2014 in Sotschi. Nachdem sie im Sprint nur knapp am Sieg vorbeilief und Silber gewann, sicherte sie sich im Teamsprint mit Marit Bjørgen die Goldmedaille. Beim Weltcupfinale in Falun belegte sie den sechsten Platz und beendete die Saison auf dem zehnten Rang im Gesamtweltcup und auf dem vierten Rang im Sprintweltcup.
In der Saison 2014/15 erreichte Østberg bei 13 Teilnahmen an Weltcuprennen 10-mal eine Top Zehn und fünfmal eine Podestplatzierung. Dabei belegte sie bei der Nordic Opening in Lillehammer den vierten Rang und gewann die Sprintrennen in Davos und Otepää. Im Januar 2015 wurde sie norwegische Meisterin im Sprint. Beim Saisonhöhepunkt den Nordischen Skiweltmeisterschaften 2015 in Falun holte sie zusammen mit Maiken Caspersen Falla im Teamsprint die Goldmedaille. Die Saison beendete sie auf dem vierten Rang im Gesamtweltcup und auf dem zweiten Platz im Sprintweltcup. In der Weltcupsaison 2015/16 errang sie im Distanzweltcup den dritten und Sprintweltcup und Gesamtweltcup jeweils den zweiten Platz. Dabei wurde sie jeweils Dritte bei der Nordic Opening in Ruka und bei der Ski Tour Canada und Zweite bei der Tour de Ski 2016. Des Weiteren kam sie im Weltcup 20-mal aufs Podest, darunter vier Siege, davon zwei Siege mit der Staffel. Bei den norwegischen Meisterschaften 2016 wurde sie im Sprint, über 5 Kilometer und im Skiathlon jeweils Zweite und über 30 Kilometer Dritte. Zu Beginn der Saison 2016/17 wurde sie bei der Weltcup-Minitour in Lillehammer Zweite. Es folgte in Davos über 15 Kilometer Freistil ihr sechster Weltcupeinzelsieg und der zweite Platz im Sprint.
Beim Weltcup in La Clusaz siegte sie mit der Staffel und errang im 10-Kilometer-Massenstartrennen den dritten Platz. Bei der Tour de Ski 2016/17 belegte sie mit fünf Top-Zehn-Platzierungen den vierten Platz in der Gesamtweltcup. Dabei gewann sie die 5-Kilometer-Massenstartetappe in Val Müstair kam bei der Verfolgungsetappe in Oberstdorf auf den dritten Platz. Im Januar 2017 siegte sie in Ulricehamn mit der Staffel und errang in Falun den zweiten Platz im 15-Kilometer-Massenstartrennen. Anfang Februar 2017 wurde sie bei den norwegischen Meisterschaften in Lygna Zweite über 10 Kilometer klassisch. Beim Saisonhöhepunkt den Nordischen Skiweltmeisterschaften 2017 in Lahti kam sie auf den 22. Platz im Sprint, auf den 19. Rang im Skiathlon und auf den achten Platz über 10 Kilometer klassisch. Zum Saisonende errang sie beim Weltcup-Finale in Québec den vierten Platz und erreichte den fünften Platz im Sprintweltcup, den vierten Rang im Distanzweltcup und den dritten Platz im Gesamtweltcup. Im April 2017 gewann sie in Geilo das Skarverennet über 38 Kilometer Freistil.
Zu Beginn der Saison 2017/18 errang Østberg mit Platz 37 im Sprint, Rang sieben in der Verfolgung und den dritten Platz über 10 Kilometer klassisch den fünften Platz beim Ruka Triple. Es folgte ein erster Platz über 10 Kilometer Freistil in Davos und ein zweiter Rang im Verfolgungsrennen in Toblach. Die Tour de Ski 2017/18 beendete sie mit drei Etappensiege auf dem zweiten Platz. Beim Saisonhöhepunkt, den Olympischen Winterspielen 2018 in Pyeongchang holte sie die Goldmedaille mit der Staffel. Ihr bestes Einzelergebnis dort war der vierte Platz im 30-Kilometer-Massenstartrennen. Beim Weltcupfinale in Falun, das sie auf dem achten Gesamtrang beendete, lief sie im Massenstartrennen über 10 Kilometer klassisch auf den dritten Platz. Abschließend erreichte sie den 13. Platz im Sprintweltcup, den dritten Rang im Gesamtweltcup und den zweiten Platz im Distanzweltcup.
Nach Platz 26 im Sprint und Rang vier über 10 Kilometer klassisch in Ruka beim ersten Weltcup der Saison 2018/19, errang Østberg bei der Lillehammer Tour mit dem zweiten Platz in der Verfolgung den dritten Platz in der Tourwertung. In Beitostølen siegte sie mit der Staffel und belegte dort den dritten Platz über 15 Kilometer Freistil und in Davos den zweiten Rang über 10 Kilometer Freistil. Die Tour de Ski 2018/19 gewann sie mit vier Etappensiegen und einen zweiten Platz. Ende Januar 2019 triumphierte sie in Ulricehamn mit der Staffel und errang bei den norwegischen Meisterschaften in Meråker den dritten Platz über 10 Kilometer klassisch. Bei den Weltmeisterschaften im österreichischen Seefeld in Tirol wurde sie im Februar 2019 im Skiathlon, im 30-Kilometer-Massenstartrennen und über 15 Kilometer Zweite hinter ihrer Landsfrau Therese Johaug. Im Teamsprint (gemeinsam mit Maiken Caspersen Falla) und über 10 Kilometer in der klassischen Technik gewann sie jeweils die Bronzemedaille. Zum Saisonende wurde sie beim Weltcupfinale in Québec mit dem achten Platz im Sprint, dem dritten Rang im 10-Kilometer-Massenstartrennen und den fünften Platz in der Verfolgung, Dritte und gewann damit abschließend den Gesamtweltcup. Im Distanzweltcup belegte sie wie im Vorjahr den zweiten Platz und im Sprintweltcup den 15. Rang. Ende März 2019 errang sie bei den norwegischen Meisterschaften in Lygna über 5 Kilometer Freistil und über 30 Kilometer klassisch jeweils den zweiten Platz und zusammen mit Tuva Bakkemo den ersten Platz im Teamsprint. In der Saison 2019/20 konnte Østberg aus gesundheitlichen Gründen Anfangs keine Rennen absolvieren und ist erst bei der Tour de Ski wieder in den Skilanglaufweltcup eingestiegen. Sie belegte mit jeweils einen ersten, zweiten und dritten Platz bei der Tour de Ski 2019/20 und mit zwei dritten und einen zweiten Platz bei der Skitour 2020, jeweils den dritten Platz. Zudem siegte sie in Lahti mit der Staffel und errang in Nové Město den dritten Platz in der Verfolgung und in Oberstdorf den zweiten Platz im Skiathlon. Sie erreichte damit trotz des verspäteten Einstiegs in den Weltcup jeweils den fünften Platz im Gesamtweltcup und im Distanzweltcup.
Im März 2020 zog sich Østberg einen Ermüdungsbruch im Fuß zu. Ein zweiter Ermüdungsbruch folgte im Juli. Aufgrund anhaltender gesundheitlicher Probleme erklärte sie im November 2020, dass sie die gesamte Saison keine Rennen bestreiten werde.
Neben Skilanglauf spielt Østberg Fußball in der zweiten norwegischen Liga (1. Divisjon) bei Gjøvik FK.

## Erfolge

### Medaillen bei Olympischen Winterspielen
- 2014 in Sotschi: Gold im Teamsprint, Silber im Sprint
- 2018 in Pyeongchang: Gold mit der Staffel

### Medaillen bei Nordischen Skiweltmeisterschaften
- 2015 in Falun: Gold im Teamsprint
- 2019 in Seefeld in Tirol: Silber im Skiathlon, Silber mit der Staffel, Silber über 30 km Freistil, Bronze im Teamsprint, Bronze über 10 km klassisch

### Siege bei Weltcuprennen

#### Weltcupsiege im Einzel
| Nr. | Datum             | Ort         | Disziplin                      |
| --- | ----------------- | ----------- | ------------------------------ |
| 1.  | 14. Dezember 2014 | Davos       | 1,3 km Sprint Freistil         |
| 2.  | 17. Januar 2015   | Otepää      | 1,2 km Sprint klassisch        |
| 3.  | 10. Dezember 2016 | Davos       | 15 km Freistil Individualstart |
| 4.  | 10. Dezember 2017 | Davos       | 10 km Freistil Individualstart |
| 5.  | 6. Januar 2019    | Tour de Ski | Gesamtwertung                  |

#### Etappensiege bei Weltcuprennen
| Nr. | Datum             | Ort           | Disziplin                       | Rennen               |
| --- | ----------------- | ------------- | ------------------------------- | -------------------- |
| 1.  | 31. Dezember 2013 | Lenzerheide   | 1,5 km Sprint Freistil          | Tour de Ski 2013/14  |
| 2.  | 3. Januar 2016    | Lenzerheide   | 5 km Verfolgung Freistil 1      | Tour de Ski 2016     |
| 3.  | 11. März 2016     | Canmore       | 10 km Freistil Individualstart  | Ski Tour Canada 2016 |
| 4.  | 1. Januar 2017    | Val Müstair   | 5 km klassisch Massenstart      | Tour de Ski 2016/17  |
| 5.  | 31. Dezember 2017 | Lenzerheide   | 10 km klassisch Individualstart | Tour de Ski 2017/18  |
| 6.  | 1. Januar 2018    | Lenzerheide   | 10 km Verfolgung Freistil 1     | Tour de Ski 2017/18  |
| 7.  | 4. Januar 2018    | Oberstdorf    | 10 km Freistil Massenstart      | Tour de Ski 2017/18  |
| 8.  | 2. Januar 2019    | Oberstdorf    | 10 km klassisch Massenstart     | Tour de Ski 2018/19  |
| 9.  | 3. Januar 2019    | Oberstdorf    | 10 km Verfolgung Freistil 1     | Tour de Ski 2018/19  |
| 10. | 5. Januar 2019    | Val di Fiemme | 10 km klassisch Massenstart     | Tour de Ski 2018/19  |
| 11. | 6. Januar 2019    | Val di Fiemme | 9 km Bergverfolgung Freistil 2  | Tour de Ski 2018/19  |
| 12. | 1. Januar 2020    | Toblach       | 10 km Verfolgung klassisch 1    | Tour de Ski 2019/20  |

#### Weltcupsiege im Team
| Nr. | Datum             | Ort         | Disziplin                         |
| --- | ----------------- | ----------- | --------------------------------- |
| 1.  | 13. Januar 2013   | Liberec     | 6 × 0,85 km Teamsprint Freistil 2 |
| 2.  | 12. Januar 2014   | Nové Město  | 6 × 1,3 km Teamsprint klassisch 2 |
| 3.  | 6. Dezember 2015  | Lillehammer | 4 × 5 km Staffel 3                |
| 4.  | 24. Januar 2016   | Nové Město  | 4 × 5 km Staffel 4                |
| 5.  | 18. Dezember 2016 | La Clusaz   | 4 × 5 km Staffel 5                |
| 6.  | 22. Januar 2017   | Ulricehamn  | 4 × 5 km Staffel 6                |
| 7.  | 9. Dezember 2018  | Beitostølen | 4 × 5 km Staffel 7                |
| 8.  | 27. Januar 2019   | Ulricehamn  | 4 × 5 km Staffel 5                |
| 9.  | 1. März 2020      | Lahti       | 4 × 5 km Staffel 9                |
| 10. | 5. Februar 2023   | Toblach     | 4 × 7,5 km Staffel 10             |

### Siege bei Continental-Cup-Rennen
| Nr. | Datum             | Ort         | Disziplin                       | Serie            |
| --- | ----------------- | ----------- | ------------------------------- | ---------------- |
| 1.  | 20. Dezember 2008 | Lygna       | 10 km klassisch Individualstart | Scandinavian Cup |
| 2.  | 4. Januar 2009    | Keuruu      | 10 km klassisch Individualstart | Scandinavian Cup |
| 3.  | 3. Februar 2010   | Sigulda     | Sprint Freistil                 | Scandinavian Cup |
| 4.  | 20. Februar 2010  | Vind-Gjøvik | 15 km klassisch Massenstart     | Scandinavian Cup |

## Statistik

### Teilnahmen an Weltmeisterschaften und Olympischen Winterspielen

#### Olympische Spiele
| Jahr und Ort     | Wettbewerb | Wettbewerb | Wettbewerb | Wettbewerb | Wettbewerb | Wettbewerb |
| Jahr und Ort     | 10 km      | Skiathlon  | 30 km      | Sprint     | Staffel    | Teamsprint |
| ---------------- | ---------- | ---------- | ---------- | ---------- | ---------- | ---------- |
| 2014 Sotschi     | –          | –          | –          | 2.         | –          | 1.         |
| 2018 Pyeongchang | 7.         | 11.        | –          | 17.        | 1.         | –          |

#### Nordische Skiweltmeisterschaften
| Jahr und Ort       | Wettbewerb | Wettbewerb | Wettbewerb | Wettbewerb | Wettbewerb | Wettbewerb |
| Jahr und Ort       | 10 km      | Skiathlon  | 30 km      | Sprint     | Staffel    | Teamsprint |
| ------------------ | ---------- | ---------- | ---------- | ---------- | ---------- | ---------- |
| 2009 Liberec       | –          | –          | 36.        | –          | –          | 5.         |
| 2013 Val di Fiemme | –          | –          | –          | 17.        | –          | 4.         |
| 2015 Falun         | –          | –          | 10.        | 6.         | –          | 1.         |
| 2017 Lahti         | 8.         | 19.        | -          | 22.        | –          | –          |
| 2019 Seefeld       | 3.         | 2.         | 2.         | –          | 2.         | 3.         |
| 2023 Planica       | 5.         | 7.         | 11.        | -          | 1.         | –          |

### Platzierungen im Weltcup

#### Weltcup-Statistik
Die Tabelle zeigt die erreichten Platzierungen im Einzelnen.
- 1.–3. Platz: Anzahl der Podiumsplatzierungen
- Top 10: Anzahl der Platzierungen unter den ersten zehn
- Punkteränge: Anzahl der Platzierungen innerhalb der Punkteränge
- Starts: Anzahl gelaufener Rennen in der jeweiligen Disziplin
- Hinweis: Bei den Distanzrennen erfolgt die Einordnung gemäß FIS.

| Platzierung               | Distanzrennen a | Distanzrennen a | Distanzrennen a | Distanzrennen a | Distanzrennen a | Skiathlon Verfolgung | Sprint | Etappen- rennen b | Gesamt | Team   | Team    |
| Platzierung               | ≤ 5 km          | ≤ 10 km         | ≤ 15 km         | ≤ 30 km         | > 30 km         | Skiathlon Verfolgung | Sprint | Etappen- rennen b | Gesamt | Sprint | Staffel |
| ------------------------- | --------------- | --------------- | --------------- | --------------- | --------------- | -------------------- | ------ | ----------------- | ------ | ------ | ------- |
| 1. Platz                  | 1               | 6               | 1               |                 |                 | 5                    | 3      | 1                 | 17     | 2      | 8       |
| 2. Platz                  |                 | 5               | 3               | 1               | 2               | 4                    | 7      | 3                 | 25     | 2      | 1       |
| 3. Platz                  | 2               | 8               | 1               |                 |                 | 4                    | 10     | 6                 | 31     |        | 2       |
| Top 10                    | 10              | 46              | 6               | 3               | 4               | 29                   | 57     | 16                | 171    | 5      | 14      |
| Punkteränge               | 18              | 68              | 8               | 5               | 7               | 51                   | 89     | 24                | 270    | 5      | 16      |
| Starts                    | 23              | 73              | 9               | 5               | 9               | 58                   | 98     | 26                | 301    | 5      | 16      |
| Stand: Saisonende 2022/23 |                 |                 |                 |                 |                 |                      |        |                   |        |        |         |

#### Weltcup-Gesamtplatzierungen
| Saison  | Gesamt | Gesamt | Distanz | Distanz | Sprint | Sprint |
| Saison  | Punkte | Platz  | Punkte  | Platz   | Punkte | Platz  |
| ------- | ------ | ------ | ------- | ------- | ------ | ------ |
| 2008/09 | 56     | 60.    | 31      | 41.     | 25     | 49.    |
| 2009/10 | 80     | 64.    | 49      | 50.     | 27     | 60.    |
| 2010/11 | 394    | 25.    | 109     | 28.     | 99     | 22.    |
| 2011/12 | 539    | 19.    | 187     | 20.     | 266    | 8.     |
| 2012/13 | 478    | 15.    | 144     | 28.     | 294    | 3.     |
| 2013/14 | 684    | 10.    | 138     | 19.     | 426    | 4.     |
| 2014/15 | 894    | 4.     | 234     | 15.     | 560    | 2.     |
| 2015/16 | 2302   | 2.     | 976     | 3.      | 646    | 2.     |
| 2016/17 | 1517   | 3.     | 771     | 4.      | 306    | 5.     |
| 2017/18 | 1414   | 3.     | 755     | 2.      | 185    | 13.    |
| 2018/19 | 1654   | 1.     | 817     | 2.      | 197    | 15.    |
| 2019/20 | 1110   | 5.     | 644     | 5.      | 46     | 39.    |
| 2021/22 | 50     | 65.    | 50      | 37.     | -      | -      |
| 2022/23 | 728    | 26.    | 728     | 12.     | -      | -      |